# Кондитерский жир
Кондитерский жир — название различных растительных и животных пищевых жиров, используемых для изготовления кондитерских изделий.

## История и рынок
Изначально термин кондитерский жир являлся синонимом смальца, но с момента создания маргарина французским химиком Ипполитом Меж-Мурье в 1869 году последний был также включён в данный термин. После создания гидрогенизированного растительного масла в начале XX века термин кондитерский жир стал применяться исключительно для обозначения последнего. Кондитерский жир на основе растительного масла разделяет многие свойства со смальцем: оба являются полутвёрдыми жирами, обладающими более высокой точкой дымления по сравнению со сливочным маслом и маргарином. И тот и другой имеют меньшее количество влажности и не разбрызгиваются при жарке, что делает их более безопасными. Кондитерский жир и смалец имеют более высокий процент содержания жира по сравнению со сливочным маслом и маргарином, в которых жира около 80 %. Маргарин для выпечки кексов, как и кондитерский жир, содержат большее количество моноглицеридов, в то время как обычный маргарин содержит меньшее их количество.
Гидрогенизация органических веществ впервые была разработана французским химиком Полем Сабатье в 1897 году, а в 1901 году немецкий химик Вильгельм Норманн разработал технологию гидрогенизации жиров, которую он запатентовал в 1902 году. В 1907 году немецкий химик Эдвин Куно Кайзер переехал в Цинциннати, штат Огайо, родной город производителя мыла Procter & Gamble. Там он работал в компании британского производителя мыла Иосифа Кросфилда и сыновей и был хорошо ознакомлен с технологией производства Норманна, поскольку Кросфилд и сыновья владели британскими правами патента Норманна. Вскоре после прибытия Кайзер заключил коммерческую сделку с Procter & Gamble и предоставил на рассмотрение компании две технологии гидрогенизации хлопкового масла с целью создания сырьевого материала для производства мыла. Но, поскольку продукт внешне походил на смалец, Procter & Gamble начал его реализацию в июне 1911 года в качестве растительного жира для приготовления пищи под названием «Crisco», что является аббревиатурой кристаллизованного хлопкового масла.
Несмотря на внешнее сходство со смальцем, производство растительного кондитерского жира было выгоднее в финансовом плане. Кондитерский жир не требовал хранения в холодных условиях, что дополнительно снизило его стоимость и способствовало повышению к нему интереса во времена, когда холодильники были редкостью. Благодаря этим преимуществам в комбинации с интенсивной рекламной кампанией, проводившейся Procter & Gamble, Crisco быстро завоевал популярность у американцев. Учитывая, что пищевая промышленность развивалась бурными темпами и производители были заинтересованы в дешёвом сырье, использование растительного кондитерского жира получило широкое распространение. Кроме того, значительные излишки хлопкового и кукурузного масел и соевых бобов также способствовали становлению рынка недорогого растительного кондитерского жира.

## Песочное тесто
Песочным, или коротким, является ломкое или крошащееся тесто. Противоположностью короткого теста является длинное, или слоёное, тесто. Растительный кондитерский жир (также как и сливочное масло и другие твёрдые жиры) можно использовать в приготовлении обоих видов теста, разница заключается лишь в способе приготовления. Для получения песочного, или короткого, теста, используемого для приготовления сладких пирогов, кондитерский жир вводится в муку при помощи ножа для рубки теста, пары столовых ножей или просто растирается пальцами до получения текстуры, напоминающей кукурузную крупу. Для приготовления слоёного, или длинного, теста, кондитерский жир вводится в муку до формирования крупных комков. После введения жира, как правило, добавляется жидкость и формируется тесто для выпечки.

## Состав и свойства
Твёрдый кондитерский жир на пальмоядровой основе по своим физическим свойствам является наиболее тугоплавким из всех кондитерских жиров.
Кондитерский жир для хлебобулочных изделий (жир пекарский с фосфатидами) состоит из смеси саломасов растительного и китового (60—65 %), растительного масла (17-22 %), фосфатидного концентрата (17 %); имеет цвет от жёлтого до серого, консистенцию твёрдую или мазеобразную, допускается привкус фосфатидов и лёгкое помутнение в расплавленном состоянии. Массовая доля жира 99 %, в том числе 17 % фосфатидного концентрата, влаги — 1 %, кислотное число 6 мг КОН, температура плавления +28…+36 °C.
Кондитерский жир для шоколадных изделий, конфет и пищевых концентратов представляет собой высокотвёрдый пищевой саломас из хлопкового и арахисового масел; должен иметь твёрдость не менее 550—600 г/см, что в 3,5 раза больше, чем у остальных жиров, цвет от белого до светло-жёлтого, консистенцию твёрдую, колющуюся, температуру плавления +34…+36,5 °C, застывания — +28 °C, кислотное число жира 0,4 мг КОН.
Кондитерский жир для вафельных и прохладительных начинок — смесь растительного саломаса (60—80 %) и кокосового или пальмоядрового масла (20—40 %); цвет от белого до светло-жёлтого, консистенция твёрдая, однородная, может быть пластичной; массовая доля жира 99,7 %, влаги 0,3 %. Кислотное число 0,5 мг КОН, температура плавления +26…+30 °C, застывания — +21 °C.
Кондитерский жир для печенья состоит из смеси растительного саломаса (73 %), жира говяжьего высшего сорта (12 %) и свиного высшего сорта (12 %), а также пищевого фосфатидного концентрата (3 %). Он имеет цвет от жёлтого до сероватого, однородную твёрдую или мазеобразную консистенцию (при +15 °C), в расплавленном состоянии может иметь лёгкое помутнение (наличие фосфатидов); массовая доля жира 99,7 %, влаги 0,3 %, кислотное число 1 мг КОН, температура плавления +34…+36 °C.

## Обеспокоенность о здоровье и модификация состава
В начале XXI века растительный кондитерский жир стал предметом обеспокоенности из-за негативного влияния на здоровье человека входящих в его состав трансжирных кислот, или трансжиров. Как следствие, в 2004 году был введён вариант Crisco со сниженным уровнем трансжиров. А в январе 2007 года весь состав продуктов Crisco был модифицирован и стал содержать менее одного грамма трансжиров на порцию. Таким образом, отдельно выпущенный в 2004 году вариант Crisco со сниженным уровнем трансжиров был впоследствии снят с производства. Вследствие вступившего в США в 2022 запрета на производство продуктов питания с содержанием частично гидрогенизированных масел, состав Crisco был изменён и данный продукт более не содержит трансжиров. Состав Cookeen был также изменён в 2006 году и трансжиры были удалены. Негидрогенизированный растительный кондитерский жир также изготовляется в настоящее время из пальмового масла.